# Alpe Sücka

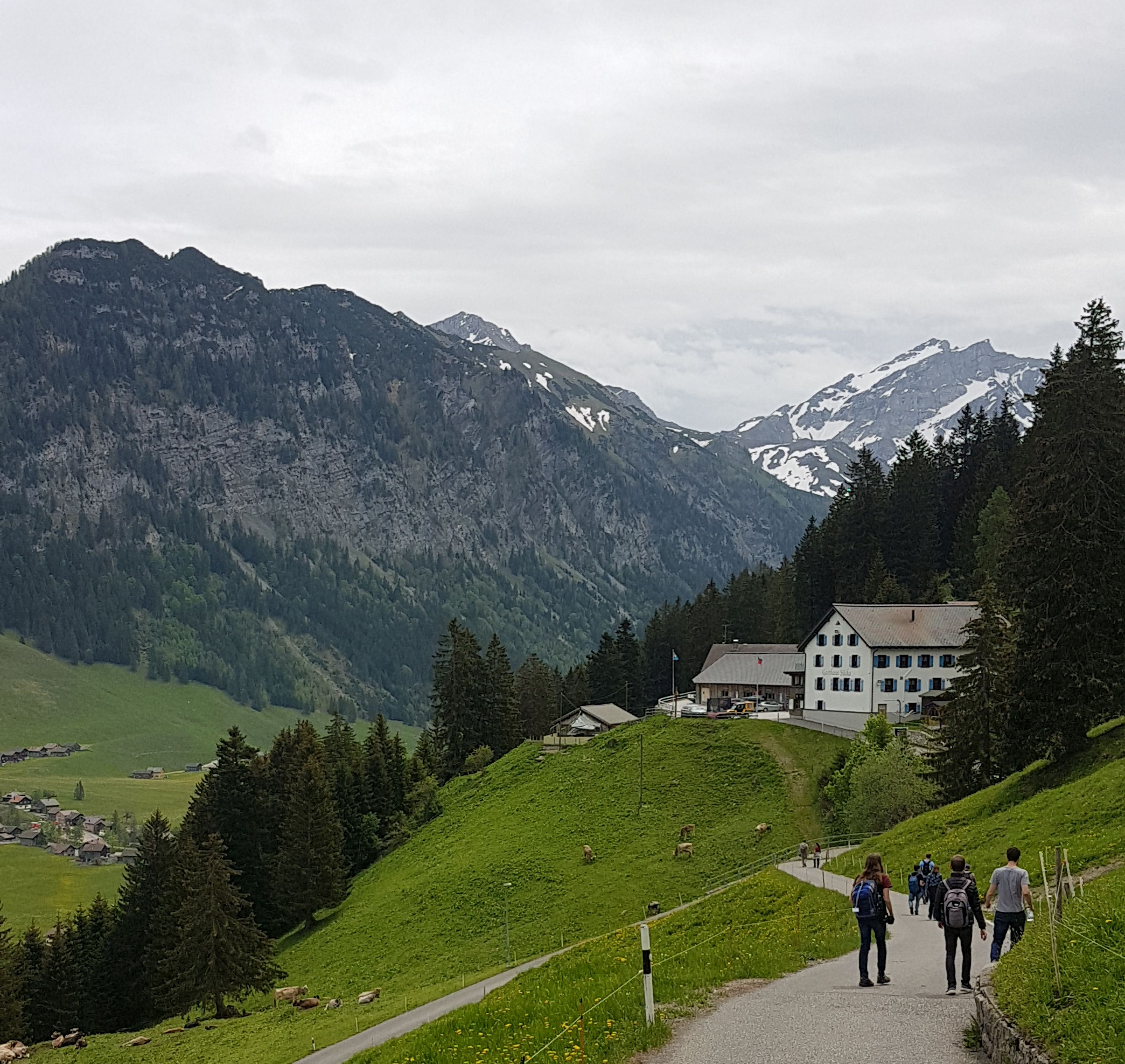
Blick auf Sücka und Steg

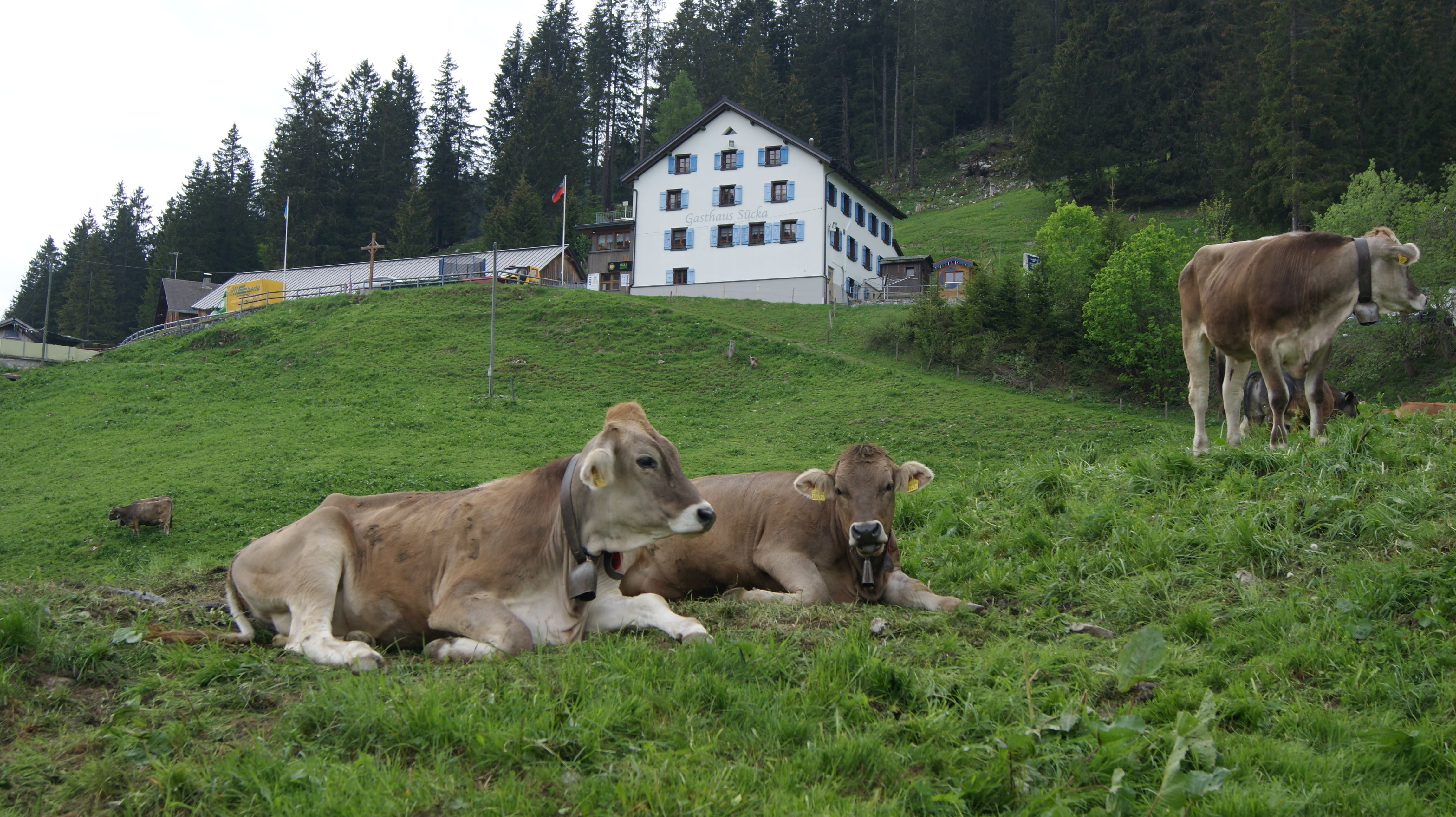
Alpe Sücka mit Berggasthof Sücka und Jungvieh

Die Alpe Sücka ist eine Alp von 130,6 ha Grösse – davon 54 ha produktive Weidefläche – mit 80 Weiderechten (Sücka ist traditionell eine Kuhalp) im Eigentum der gleichnamigen Alpgenossenschaft in der Gemeinde Triesenberg des Fürstentums Liechtenstein. Die Alp erstreckt sich von 1177 bis 1706 m ü. M. Das Alpgebäude und Berggasthaus liegen auf 1402 m ü. M.
Triesenberg hat mit den Alpen Sücka, Bargälla, Turna, Sareis, Alpelti, Bärgi und den drei Genossenschaftsalpen (Silum, Grosssteg und Kleinsteg) den grössten Alpbesitz in Liechtenstein.

## Name
Der Name Sücka wurde in der Vergangenheit unterschiedlich geschrieben (z. B.: Südtgen oder Zückhen). Er soll aus dem mundartlichen Sügga, alemannisch Sügge, entlehnt sein und sumpfiges Gebiet bedeuten.

## Geschichte

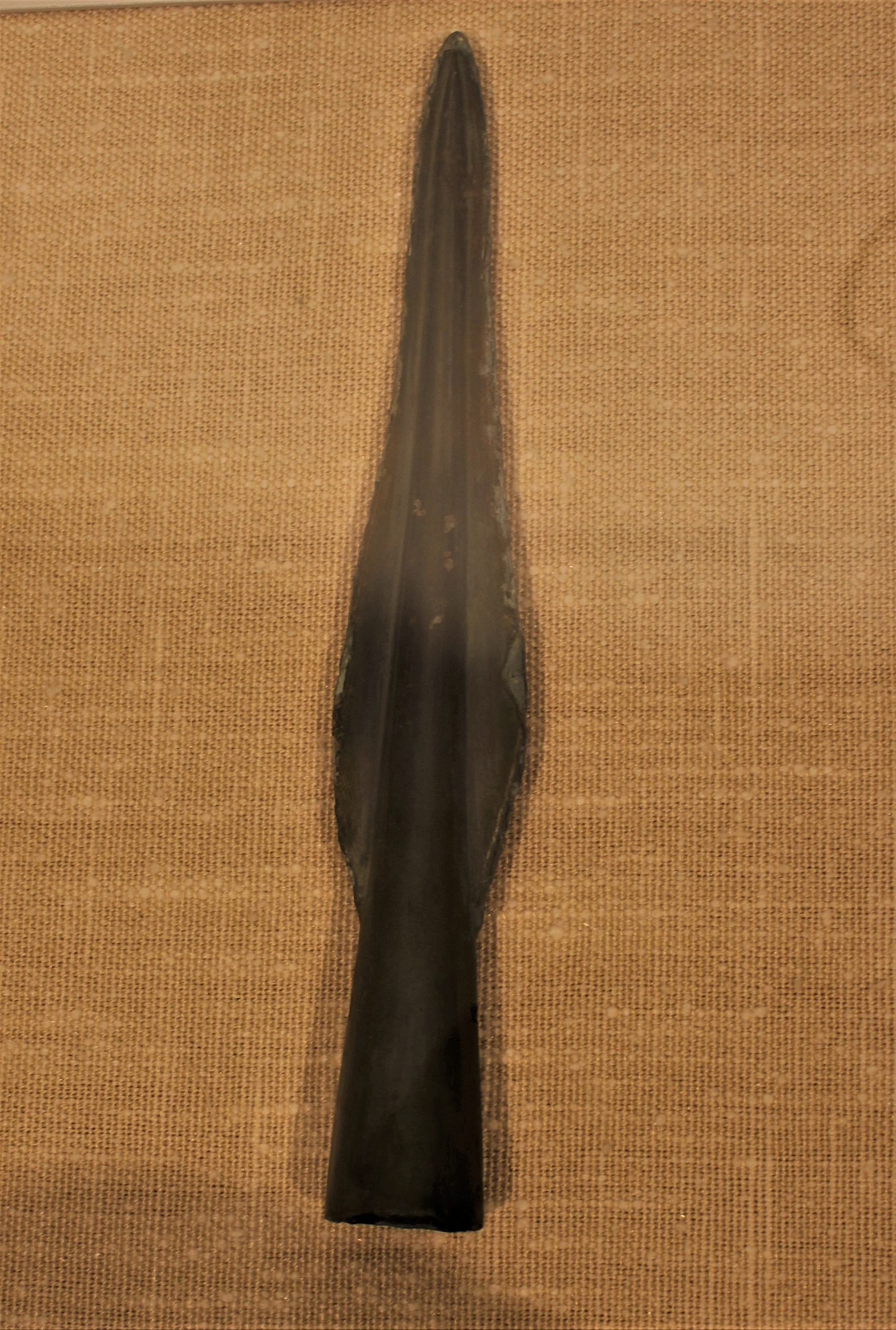
Lanzenspitze aus der Bronzezeit im Walsermuseum Triesenberg

1963 wurde auf der Alpe Sücka auf etwa 1470 m ü. M. eine bronzene Lanzenspitze aus der Spätbronzezeit gefunden (ca. 12./11. Jahrhundert v. Chr.).
1507 ist schriftlich belegt, dass die Alpe Sücka zur Grafschaft Vaduz gehörte. Bei der Ersterwähnung im Brandisischen Urbar (um 1509/17) wurde Sücka als Triesner Alp genannt, während der heutige Alpteil Düraboda als eigene Walser Alp bezeichnet wird. 1562 legten die eingewanderten Walser ihre Alpen in der Region zusammen und nutzten sie als Gemeindealpen. Die Maiensässalpen Silum, Grosssteg und Kleinsteg hingegen blieben bis heute eigene Alpgenossenschaften.
Um 1688 war die Alpe Sücka im Eigentum der Grafen von Hohenems, ab 1712 des Fürstenhauses von Liechtenstein. Im 17. Jahrhundert wurden von den Grafen von Hohenems einige Alpteile an Privatpersonen aus Triesenberg verkauft. Im 18. Jahrhundert war die Alpe an Triesenberger Bauern, etwa ab 1734 an Einzelpersonen aus der Herrschaft Schellenberg und von 1783 bis ins frühe 19. Jahrhundert an die Untertanen von Schellenberg verpachtet. Später dann an die Gemeinde Triesen und Triesenberg, zuletzt an Vaduzer Bauern.
Die um 1867/1868 angelegte Strasse Kulm–Steg erschloss auch die Alpe Sücka für Fuhrwerke. Spätestens ab den 1870er-Jahren dienten die Alpgebäude auch als Molken- und Luftkuranstalt.
Am 12. Februar 1886 fand in Triesenberg eine Bürgerversammlung zum Sücka-Chauf statt, die Abstimmung verlief jedoch mit 82 Ja- und 116 Nein-Stimmen negativ. Mit Schreiben vom 9. Dezember 1886 teilte der Landesverweser In der Mauer dem Gemeinderat von Schaan mit, dass Johann II. die Alpe Sücka verkaufen und den Erlös der Gemeinde Schaan als Beitrag an den Kirchenbau schenken wolle. Am 16. Dezember 1886 fand dann die zweite Bürgerversammlung in Triesenberg zum Kauf der Alpe Sücka und bezüglich der gleichzeitigen Einführung einer gemeinsamen Alpwirtschaft statt, welche nunmehr von den 206 Stimmberechtigten angenommen wurde (153 Ja; 8 Nein; 8 Enthaltungen und 36 nicht erschienen).

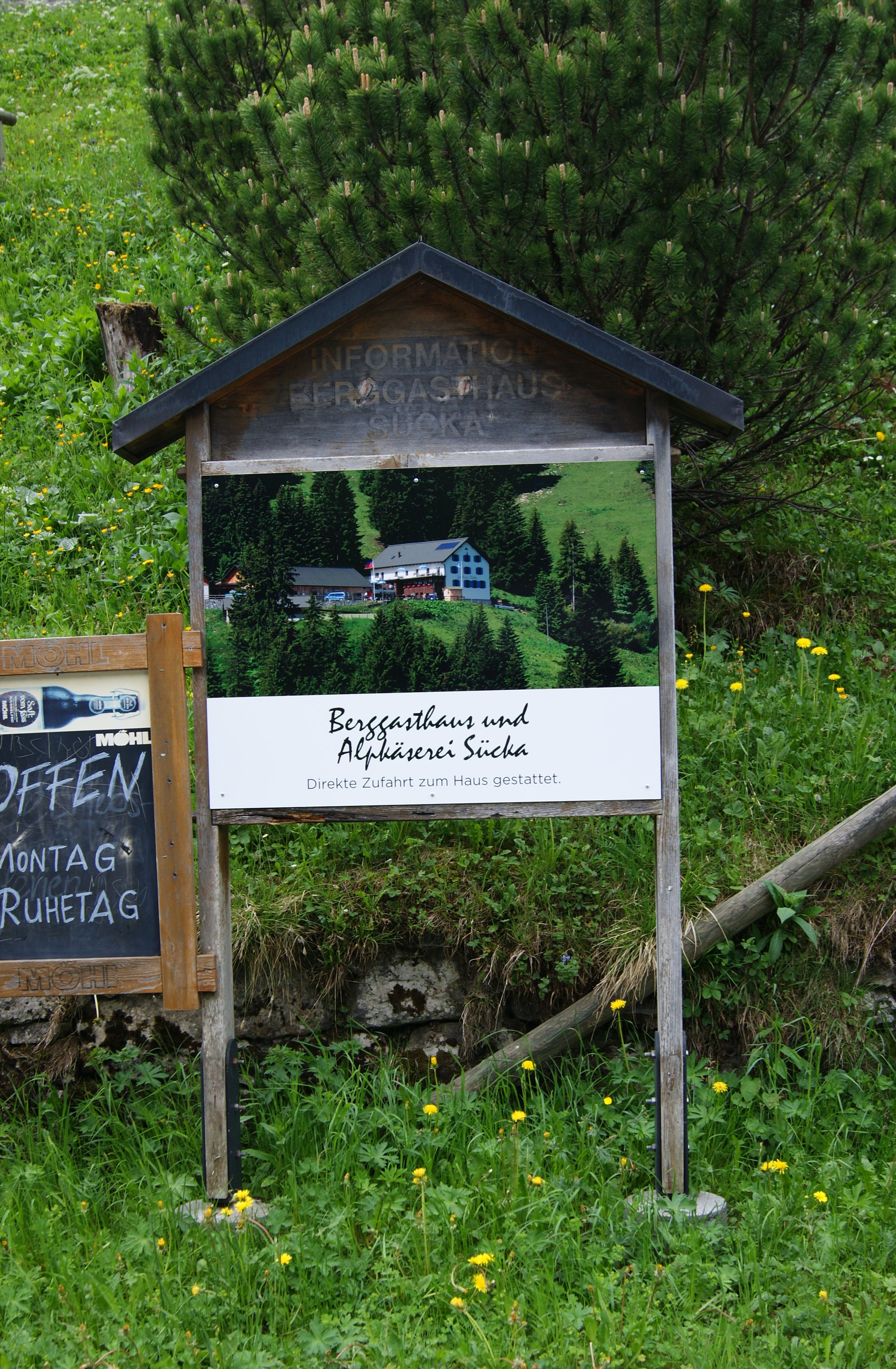
Informationstafel zum Berggasthaus Sücka

Am 3. März 1887 wurde die Alpe Sücka im Landtagssaal in Vaduz an den Meistbietenden versteigert und der Gemeinde Triesenberg um 36.320 Gulden zugeschlagen. Eine Auflage der Versteigerung war, dass die bis dahin angewendete Einzelbewirtschaftung (Einzelsennerei) von den Landwirten, die sehr aufwendig war, zu einer gemeinsamen Bewirtschaftung zusammengelegt wird (sogenannte D Zämaschüttati). Die gemeinsame Alpwirtschaft wurde 1882 auf Bergli, 1888 auf den Alpen Sücka/Bargella und Älple und 1890 in Malbun/Turna eingeführt.
1888 bis 1890 wurden von der Gemeinde Triesenberg der Stall und das Kurhaus umgebaut bzw. erneuert, die Sennerei verblieb im Parterre des Kurhauses. Das Kurhaus ist seither verpachtet und wird heute als Berggasthaus Sücka betrieben. 1913 wurde der Stall saniert und 1938/1939 vergrössert, eine Sennhütte mit Sennerei und Älplerwohnung gebaut.
1960 wurde die erste elektrische Melkanlage in Betrieb genommen. 1975 wurde ein Melkstands - Schlaf- und Aufenthaltswagen „uf dr Böda“ angeschafft. Die Sennerei wurde 1982 nach umfangreichen Sanierungen wieder in Betrieb genommen.

## Lage
Die Alpe Sücka liegt an der ostexponierten Seite des oberen Teils des Saminatales. Gegenüber der Alpe liegt teilweise die Alpe Steg. Nach Westen wird die Alpe vom Kulm begrenzt, südlich vom Alpelti, nördlich von Silum und Bargälla.

## Sport

### Wandern

#### Via Alpina

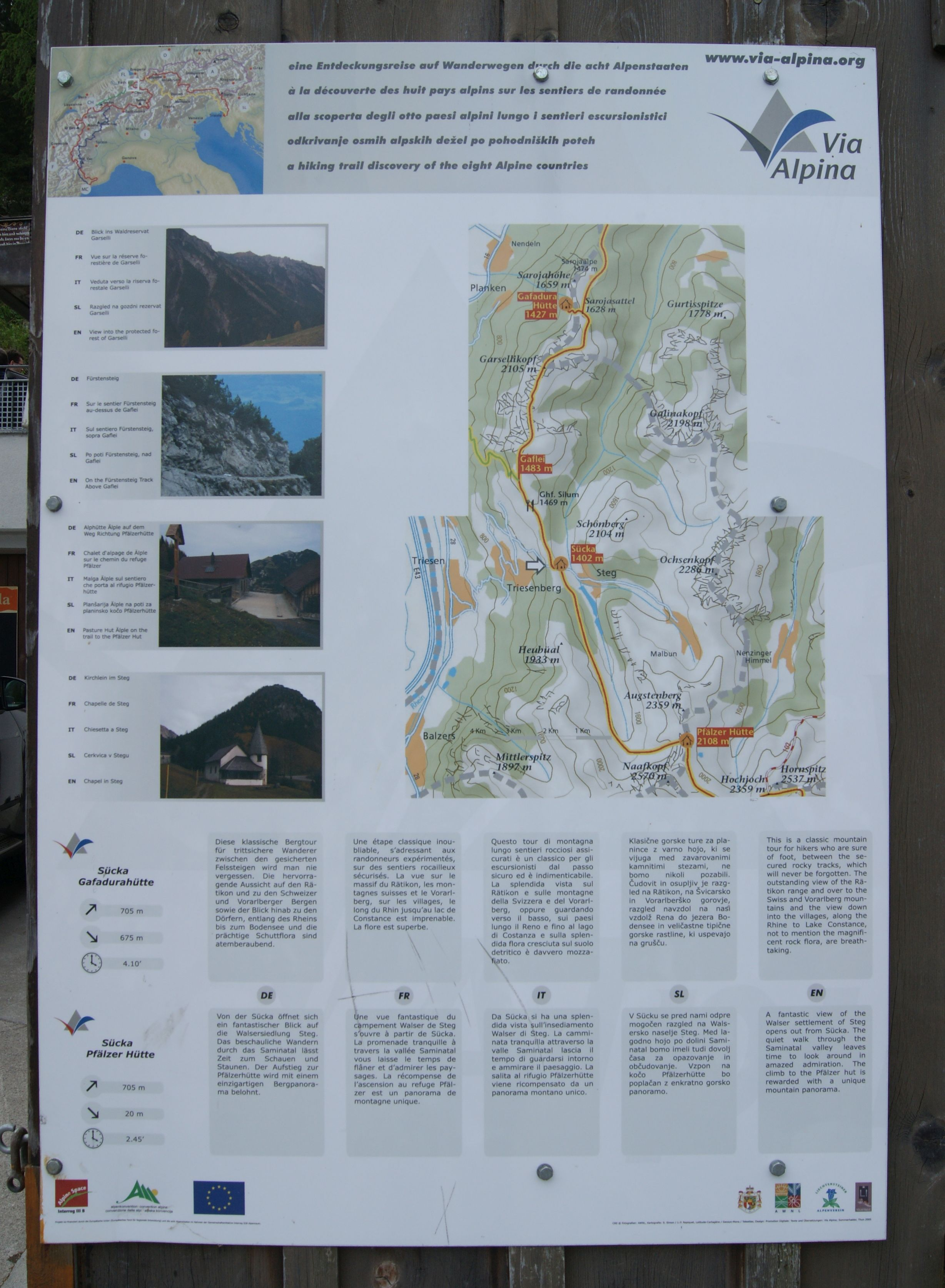
Infotafel über die Via Alpina auf der Alpe Steg/Sücka

Die Via Alpina, ein grenzüberschreitender Weitwanderweg mit fünf Teilwegen, führt durch die ganzen Alpen. Die Route verläuft auch durch den Rätikon und über die Alpe Sücka.
Der Rote Weg der Via Alpina verläuft mit sieben Etappen durch den Rätikon, und die Etappe R57 von der Gafadurahütte kommend (Garsellikopf, 2052 m) führt zur Alpe Sücka und von dort (Etappe R58) zur Pfälzerhütte.
Der Grüne Weg der Via Alpina mit 14 Etappen beginnt beim Berggasthaus Sücka und führt über Gaflei nach Vaduz und über die Zentralschweiz ins Berner Oberland und kann als eine Abkürzung innerhalb des Roten Wegs der Via Alpina betrachtet werden.

#### Kurzwanderungen
Verschiedene kurze Wanderungen bis Tagestouren sind von Sücka aus möglich, zum Beispiel:
- nach Silum über den Kulm (etwa 1 ½ Stunden)
- Valüna / Valünabach (etwa 2 ½ Stunden)
- Plattaspitz (etwa 3 Stunden)
- durch das Saminatal nach Amerlügen (etwa 4 ½ Stunden)
- Plattaspitz / Alpspitz / Fürstensteig (etwa 5 Stunden)
- Pfälzerhütte (etwa 5 ½ Stunden)
- Malbun / Schönberg (etwa 6 Stunden)
- Rappenstein (etwa 6 ½ und 7 Stunden, nur für geübte Wanderer)

### Winter
Vom Berggasthaus Sücka wird eine Rodelbahn präpariert. Diese ist für Familien geeignet.

## Trivia
Die Alpe Sücka ist Mittelpunkt der Sage vom Sückacheris. Dies soll ein unehrlicher und spielsüchtiger Senn gewesen sein.